# Стилис
Стили́с (греч. Στυλίς) — малый город в Греции. Расположен на высоте 20 м над уровнем моря, у подножья гор Отрис, на берегу бухты Стилис залива Малиакос Эгейского моря, в 17 км к востоку от города Ламия и в 225 км от Афин. Административный центр общины Стилис в периферийной единице Фтиотида в периферии Центральная Греция. Население 4892 человек по переписи 2011 года.
Стилис — главный порт региона. Южнее города проходит национальная дорога 1, севернее — автострада 1 (ПАСЭ). В городе находится железнодорожная станция «Стилис» линии Лианокладион — Стилис, открытая в 1904 году.

## История
Стилис отождествляется некоторыми исследователями с древним городом Фалары (др.-греч. Φάλαρα). По Страбону бо́льшая часть Фалар была разрушена при землетрясении 426 года до н. э.
После создания королевства Греция по Константинопольскому договору в 1832 году, Стилис стал самым северным городом Греции.

## Сообщество Стилис
Сообщество Стилис (Κοινότητα) создано в 1912 году (ΦΕΚ 261Α). В сообщество входит шесть населённых пунктов. Население 5011 человек по переписи 2011 года. Площадь 35,908 квадратных километров.
| Населённый пункт | Население (2011), человек |
| ---------------- | ------------------------- |
| Василики         | 34                        |
| Куцуро           | 14                        |
| Мелисия          | 24                        |
| Петарадес        | 36                        |
| Плакес           | 11                        |
| Стилис           | 4892                      |

## Население
| Год  | Население, человек |
| ---- | ------------------ |
| 1991 | 5050               |
| 2001 | 5142               |
| 2011 | ↘ 4892             |